# Tomasz Stańko
Tomasz Ludwik Stańko (Rzeszów, 11 luglio 1942 – Varsavia, 29 luglio 2018) è stato un trombettista e compositore polacco, stilisticamente legato al Free jazz e al Jazz d'avanguardia.

## Discografia
- 1961 - Jazz Jamboree '61
- 1965 - Astigmatic
- 1970 - Music for K
- 1975 - Balladyna
- 1982 - Grand Standard Orchestra
- 1983 - C.O.C.X
- 1989 - Tomasz Stanko: Polish Jazz
- 1993 - A Farewell to Maria
- 1995 - Matka Joanna
- 1997 - Leosia
- 1997 - Litania - Music of Krzysztof Komeda
- 1999 - From the Green Hill
- 2002 - Soul of things
- 2004 - Suspended night
- 2004 - Selected Recordings
- 2005 - Wolność w Sierpniu
- 2006 - Lontano
- 2009 - Dark Eyes